# Sigmodon ochrognathus
Sigmodon ochrognathus е вид бозайник от семейство Хомякови (Cricetidae).

## Разпространение
Видът е разпространен в Мексико и САЩ (Аризона, Ню Мексико и Тексас).